# Качулат змиеяден орел
Качулатият змиеяден орел (Spilornis cheela) е вид птица от семейство Ястребови (Accipitridae).

## Разпространение и местообитание
Разпространен е в Бангладеш, Бруней, Бутан, Виетнам, Индия, Индонезия, Камбоджа, Китай, Лаос, Макао, Малайзия, Мианмар, Непал, Пакистан, Тайланд, Филипините, Хонконг, Шри Ланка и Япония.